# Петросян, Геворг Андраникович
Геворг (Джорджо) Андраникович Петросян (арм. Գևորգ Անդրանիկի Պետրոսյան, итал. Giorgio Petrosyan) — итальянский спортсмен армянского происхождения, выступающий в кикбоксинге и тайском боксе. Двукратный победитель Гран-при К-1 МАХ, победитель Гран-при Glory World Series и ONE Championship, чемпион Bellator Kickboxing.

## Биография
Геворг Петросян родился 10 декабря 1985 года в Ереване, Армянской ССР, ныне Армения. Эмигрировал в Италию в возрасте тринадцати лет вместе со своим отцом Андраником и старшим братом Степаном, нелегально прибывшим в страну на грузовике. Поначалу они жили бездомно в Милане, ночевали на вокзалах и улицах, но позже их приютила семья из Гориции, которая предложила им работать ночными сторожами на их фабрике. После того, как Геворг поселился в Италии, к нему вскоре переехала его мать Карине, сестра Лиана и младший брат Армен, который также является чемпионом мира по кикбоксингу.
Вдохновлённый фильмами Брюса Ли и Жан-Клода Ван Дамма о боевых искусствах, Геворг решил начать заниматься тайским боксом в четырнадцать лет, но поначалу ему отказали в занятиях в спортзале из-за того, что он был слишком мал. Однако он продолжал упорствовать и, в конце концов, начал тренироваться под руководством Альфио Романута в спортзале «Satori Gladiatorium Nemesis gym», он провёл свой первый бой в возрасте шестнадцати лет. Он продолжает жить в Гориции на севере Италии и в начале своей карьеры работал каменщиком. 
Джорджо Петросян (итал. Giorgio Petrosyan), ещё очень молодой и вначале, изменит свою жизнь благодаря подписанию контракта с менеджером Карло Ди Блази (итал. Carlo Di Blasi) в поисках новых спортсменов мирового уровня, которые заменят исторических чемпионов, которыми он долгое время управлял, таких как итальянец Паоло Биотти (итал. Paolo Biotti), бывший спарринг-партнёр Дона Уилсона (англ. Don Wilson). чья карьера на большом восхождении после периода службы в Особом горном корпусе была внезапно прервана из-за автомобильной аварии со смертельным исходом, в которой он на несколько лет окажется в инвалидной коляске, после многочисленных операций он вернётся на ринг и в клетку в идеальной форме, но всего пару раз.
Менеджер Карло Ди Блази вскоре позволит Джорджо Петросяну посвятить себя только спортивной деятельности - работать строителем и продвигать его на великих аренах по всему миру, но бороться с его большим успехом в мире inopiziarono Oktagon перед 13000 платных зрителей и 100 ТВ в мире. Петросян по сей день, уже несколько десятилетий, находится по эксклюзивному контракту с Карло Ди Блази, а также со своим братом Арменом и является одним из самых высокооплачиваемых спортсменов в мире в боевых видах спорта.

### Ранняя карьера в тайском боксе (2002–2006)
Геворг Петросян начал свою карьеру в легчайшем весе в возрасте шестнадцати лет и победил местного итальянского бойца в своём дебюте в феврале 2002 года, сломав при этом пальцы ног. Вскоре после этого, он стал профессионалом и в течение следующих пяти лет будет соревноваться, практически, исключительно по правилам тайского бокса. В своём первом титульном бою 9 ноября 2003 года он одержал победу нокаутом в третьем раунде над Джонато Зарбо и стал чемпионом Италии по версии Ассоциации Муай Тай (MTA). Неуклонно продвигаясь вверх по весу и уровню соревнований, он стал чемпионом Европы по тайскому боксу в категории 65 кг, выиграв Фабио Пинча в 2004 году. Успешно защитил пояс в феврале 2005 года, одержав ещё победу над Шемси Бекири в своём родном городе Гориция. 10 апреля 2005 года его бой закончился ничьей с трёхкратным чемпионом стадиона Лумхини Пинсчаем в Болонье, Италия. 25 июня того же года он победил Оливье Чече техническим нокаутом во втором раунде в рамках межконтинентального чемпионата Всемирного совета муай-тай в категории полулёгкого веса в Нова-Горице, Словения.
Затем Геворг отправился тренироваться Таиланд, посетив зал «WMC Samui Gym» в Самуе и Торе. «Silachai» в Накхонратчасиме. Он нокаутировал лоу-киком тайского бойца Петча в третьем раунде на стадионе «Phetch Buncha Samui» в феврале 2006 года. 1 апреля 2006 года принял участие в турнире «Italian Extreme IV» в Модене. Он нокаутировал Ричарда Барнхилла комбинацией из левого хука и лоу-кика в полуфинале, и представил схожее завершение боя в финале, когда отправил в нокаут Роэла Ринка лоу-киком после того, как сбил его с ног правым хуком. Это также стало третьим боем подряд, в котором Геворг завершал поединки лоу-киками. Он впервые стал чемпионом мира 10 июня 2006 года, нокаутировав Бенито Каупейна в первом раунде в рамках Чемпионата мира «Kombat League World» по муай-тай в Нова-Горице. До конца года он успешно защитил данный титул три раза, победив Джонни Танкрея в четвёртом раунде на Сардинии, 5 августа, Коинга Фрэнки Хаддерса во втором раунде в Порденоне 5 сентября, и единогласным решением судей Имро Майна в Энсхеде, Нидерланды, 19 ноября.
Перейдя в категорию среднего веса, Джорджо выиграл турнир «Janus Fight Night 2006» в Падуе, 2 декабря 2006 года. Он одержал победу единогласным решением судей над Седриком Мюллером в четвертьфинале и техническим нокаутом над Фране Радничом в полуфинале, дважды отправив его в нокдаун в первом раунде перекрёстным ударом с левой руки в солнечное сплетение, после чего в финале победил Марко Пике единогласным решением судей.

### Первое поражение и последующий прорыв в кикбоксинге (2007-2008)
Геворг Петросян по правилам кикбоксинга впервые начал драться на историческом стадионе Лумпхини в Бангкоке 23 января 2007 года, где он потерпел своё первое поражение решением судей от Нонтанана Прамука. В одном из интервью Петросян сказал, что промоутеры потребовали от него выпить дополнительные два литра воды после того, как он взвесился, так как до согласованного в бою веса не хватало 2-ух килограмм. После этого у него начались спазмы в желудке, и ему было трудно драться, хотя он всё равно решил продолжать бой. После боя Нонтанан закончил свою карьеру, быстро прекратив возможность реванша.
14 апреля 2007 года на K-1 Italy Oktagon 2007 Геворг побеждает Садио Сиссоко техническим нокаутом в третьем раунде. 17 марта 2007 года побеждает единогласным решением судей Арслана Магомедова. Оба боя проходили в Милане. Там ему предложили самый большой бой в его карьере на тот момент против Буакхау Прамука (Буакав), он заменил Джона Уэйна Парра, который снялся с боя из-за травмы рёбер. Бой проходил в рамках K-1 Fighting Network Scandinavian Qualification 2007 в Стокгольме 19 мая 2007 года. По окончании пяти раундов бой был признан судьями ничьей, и, следовательно, по правилам Буакав сохранил свой титул.
Затем Геворг дважды в течение двух месяцев побеждал Абдаллу Мейбела в своих следующих двух боях 26 мая 2007 года в Падуе, после чего 27 июля 2007 года в Триесте. После данных боёв, 13 октября того же года, Джорджо нокаутировал в первом раунде Бехруза Растагара в Арнеме. Также он выступил на турнире «Janus Fight Night 2007» 24 ноября 2007 года. В четвертьфинале он победил Хосе Рейса единогласным решением судей. Затем, в полуфинале, он встретился с Абдаллой Мейблом в третий раз за шесть месяцев и снова победил француза, выиграв единогласным решением судей. В финале Геворг Петросян единогласным решением судей победил другого знакомого ему соперника — Марко Пике, с которым он также встречался в финале в прошлом году.
В начале 2008 года Геворг перешёл на восточные правила кикбоксинга, подписав контракт с организацией «It's Showtime», дебютировав в промоушене 15 марта 2008 года в финале «Balans: It's Showtime 75MAX Trophy Final 2008» в Хертогенбосе. Тогда он победил единогласным решением судей Луиса Рейса — родного брата Хосе Рейеса. Апрель 2008 года стал ещё одним неожиданным месяцем в карьере Геворга, когда он победил техническим нокаутом в пятом раунде Микеля Колажа в рамках «K-1 Italy Oktagon 2008» в Милане, а затем одержал победу единогласным решением судей над Крисом Нгимби на «K-1 World Grand Prix 2008 in Amsterdam» в Амстердаме на «Амстердам-арене» в главном бою вечера.
После перечисленных побед Геворг на короткое время вернулся на сцену муай-тай, одержав победы над Чагри Эрмишем в Тилбурге 24 мая 2008 года и Рафиком Баккури в Абано-Терме 28 июня 2008 года. 8 ноября того же года он победил Наурэпола Фэртекса единогласным решением судей в рамках «Janus Fight Night: The Legend». Затем, 29 ноября, он победил единогласным решением судей Уоррена Стивелманса в Эйндховене в рамках турнира «It's Showtime 2008 Eindhoven».

### 2009 год
В марте 2009 года Геворг одержал победу над Энди Сауэром, после чего принял участие в самом престижном турнире — гран-при К-1 МАХ. Победив по очереди Джабара Аскерова, Альберта Крауса, Юю Ямамото и снова Энди Сауэра, Петросян стал новым чемпионом.

В промежутке между этапами гран-при Геворг одержал победу над сильным голландцем Фальдиром Шахбари в мае 2009 года.

### 2010 год
В марте 2010 года Петросян одержал победу над тайцем Кхемом Ситсонгпхинонгом, прервав его длившуюся два года серию из 19 беспроигрышных боёв.

На очередном гран-при К-1 МАХ Геворг повторил прошлогодний триумф и, побив Виталия Гуркова, Альберта Крауса, Майка Замбидиса и Ёсихиро Сато, стал двукратным чемпионом К-1, причём впервые сделал это подряд.

### 2011 год
В 2011 году в связи с финансовыми трудностями очередное гран-при К-1 МАХ не состоялось. Тем не менее Петросян продолжил выступать на высоком уровне, подтверждая чемпионский статус. В январе Геворг побил тайца Сутсакхона Со. Клинми, в марте — бразильца Космо Алешандри, в июле — Хинату Ватанабе, который ранее сенсационно выиграл у Артура Кишенко.
В сентябре 2011 года Петросян намеревался принять участие в турнире «It’s Showtime Fast & Furious» (турнир должен был стать полноценной заменой К-1 МАХ), однако выбыл из-за травмы. Интересно, что заменивший его в последний момент Робин ван Росмален в итоге неожиданно стал победителем.

### 2012 год
В 2012 году Петросян, оправившись от травм, снова вернулся к серьёзным боям и в январе победил испанца Абрахама Рокеньи, ставшего известным благодаря прошлогодним победам над Гаго Драго и Энди Сауэром. В марте Геворг одержал убедительную победу над украинцем Артуром Кишенко — одним из лучших в своём весе.
В произошедшем в 2012 году разделении сфер влияния в кикбоксинге между К-1 и Glory World Series Петросян принял сторону второй организации, став участником организованного ею гран-при в лёгком весе. Победив по очереди Фабио Пинку, Кая Холленбека, Давита Кирию и прошлогоднего триумфатора Робина ван Росмалена, Геворг выиграл турнир.

### 2013 год
В феврале победил Ол Лорсена нокаутом, применив круговой удар ногой (хай-кик), 20 апреля единогласным решением судей побеждает Хафида Эль Бустати.
23 ноября Петросян принял участие в «Glory 12» проходившем в Нью-Йорке, дошёл до полуфинала, где встретился с голландским бойцом Энди Ристи, недавно дебютировавшем в боях К-1, следует отметить не свойственную ему манеру ведения поединка в этом бою. Петросян, боец обладающий отличнейшим чувством дистанции и тактикой хладнокровного ведения боя, в этой встрече отступил от своих бойцовских принципов и пошёл в размен с соперником, ведя силовую манеру боя, в начале третьего раунда пропустил левый прямой в подбородок, попал в тяжёлый нокаут и не был в состоянии продолжать поединок. Это был первый нокаут в профессиональной карьере Геворга Петросяна.

### 2015 год
После двухлетнего перерыва одерживает 4 победы подряд: единогласным решением судей над Эрканом Варолом на «Thai Boxe Mania 2015» в Турине, решением большинства судей над Энрико Кельем на «Oktagon 2015: 20 Years Edition» в Милане, нокаутом в третьем раунде над Сюй Яном на «Hero Legends» в Дуньхуане и единогласным решением судей над Джошем Джонси на «Glory 25: Milan» в Монце.

### 2016 год
В 2016 году Геворг Петросян оформляет 3 победы подряд: техническим нокаутом над Джиао Фукаи в Китае в рамках «Wu Lin Feng», единогласным решением судей над Рави Бруноу на «Oktagon 2016: Turin» в Турине и нокаутом над Джорданом Уотсоном в рамках «Bellator Kickboxing 4 at Bellator 168» во Флоренции.

### 2017 год
18 февраля 2017 года на «W5 Grand Prix Kitek» в России Петросян встретился с Артёмом Пашпориным в бою за титул чемпиона мира W5 Grand Prix KITEK XXXIX в категории лёгкого веса. Он выиграл бой единогласным решением судей и стал Чемпионом Мира по версии W5.
8 апреля 2017 года Геворг Петросян встретился с Амансио Паращивом на «Bellator Kickboxing 5», выиграв бой единогласным решением судей.
14 октября 2017 года Джорджо Петросян должен был сразиться с Джонаем Риско за титул чемпиона мира по правилам К-1 в полулёгком весе ISKA на турнире «PetrosyanMania» в Монце. Однако Риско снялся с боя из-за травмы, и Геворг вместо него бился с Крисом Нгимби за вакантный титул. Петросян победил единогласным решением судей и стал новым Чемпионом Мира по версии ISKA в лёгком весе по правилам K-1.

### 2018 год
В апреле 2018 года Геворг Петросян подписал контракт с ONE Championship, промоушен, который будет переплетать между собой кикбоксинг и тайский бокс в рамках своих мероприятий на базе смешанных боевых искусств. Петросян оказался в соглавном бою турнира «ONE: Heroes of Honor» в Маниле, Филиппины, где сразился с ветераном «Lion Fight» Джо Наттавутом. Геворг выиграл единогласным решением судей.
14 июля 2018 года на «Bellator Kickboxing 10» в Риме Петросян победил Чингиза Аллазова единогласным решением судей, прервав серию Чингиза из 28 побед подряд, и став чемпионом Bellator Kickboxing в лёгком весе.
Обеспечив себе чемпионство Bellator по кикбоксингу в лёгком весе, Петросян вернулся на бои в ONE Championship и 9 ноября 2018 года победил на стадионе Лумпхини чемпиона по муай-тай Сорграу Петчинди.

### 2019 год
Геворг Петросян вернулся в феврале 2019 года, во второй раз участвуя в промоушене своего родного брата Армена по кикбоксингу «PetrosyanMania». Он успешно защитил титул чемпиона мира по версии ISKA в полулёгком весе по правилам K-1, выиграв японского кикбоксера Ацуси Тамефуса.
В четвертьфинале Гран-при ONE Championship он бился с Петчморакот Петчинди 17 мая 2019 года на ONE Championship: Enter the Dragon. Петросян проиграл раздельным решением судей, но результат был отменён из-за запрещённого клинча, и матч-реванш был запланирован на турнире ONE Championship: Masters of Destiny летом того же года. 12 июля 2019 года Джорджо единогласным решением судей победил Петчморакота и вышел в полуфинал Гран-при, где ему предстояло во второй раз встретиться с Джо Наттавутом.
16 августа 2019 года Петросян победил Джо Наттавута нокаутом в первом раунде. Таким образом, он вышел в финал Гран-при ONE Championship в лёгком весе.
13 октября 2019 года Геворг Петросян победил Сэми Сану единогласным решением судей в Финале Гран-при ONE Championship и стал первым чемпионом мира по кикбоксингу в лёгком весе в данном промоушене, завоевав пояс, а также получив денежный приз в размере 1 миллиона долларов США. Данный гонорар стал самым большим в истории кикбоксинга.

### 2020 год
1 февраля 2020 года Джорджо побеждает Гайтана Дамбо единогласным решением судей на Petrosyanmania: Gold Edition и, тем самым, защищает титул Чемпиона Мира по версии ISKA в лёгком весе по правилам K-1.

## Титулы и достижения

### Кикбоксинг
- ONE Championship
  - 2019 Победитель Гран-при и Чемпион Мира по версии ONE Championship по кикбоксингу в лёгком весе (один раз, действующий)
- Bellator Kickboxing
  - 2018 Титул Чемпиона Мира по версии Bellator Kickboxing в лёгком весе
- Международная Ассоциация Спортивного Каратэ
  - 2017 Вакантный титул Чемпиона Мира по версии ISKA в лёгком весе по правилам K-1
  - 2020 Успешная защита титула
- W5 professional kickboxing
  - 2017 Чемпион мира по версии W5 в лёгком весе
- Hero Legends
  - 2015 Победитель турнира Hero Legends в категории лёгкого веса
- Glory
  - 2012 Победитель Гран-при и Чемпион Мира по версии Glory по кикбоксингу в лёгком весе
- LiverKick.com
  - 2012 Боец года
- BloodyElbow.com
  - 2011 Кикбоксер года
- K-1
  - 2009 Победитель Гран-при K-1 World MAX в лёгком весе
  - 2010 Победитель Гран-при K-1 World MAX в лёгком весе
- World Kickboxing Network
  - 2008 Титул Межконтинентального Чемпиона по кикбоксингу по версии WKN в лёгком весе (один раз)
  - 2009 Успешная защита титула
- Janus Fight Night
  - 2006 Победитель турнира JFN 2006 Tournament Championship в лёгком весе
  - 2007 Победитель турнира JFN 2007 Tournament Championship в лёгком весе

### Тайский бокс
- Kombat League
  - 2006 Титул Чемпиона Мира по тайскому боксу на турнире Kombat League World в полулёгком весе (один раз)
  - 2006 Три успешные защиты титула
- Italian Extreme
  - 2006 Победитель турнира Italian Extreme IV Tournament Championship в полулёгком весе
- World Muaythai Council
  - 2005 Титул Межконтинентального Чемпиона по тайскому боксу Всемирного Совета по муай-тай (WMC) в полулёгком весе. (один раз)
- Muay Thai Association
  - 2003 Чемпионат Италии по тайскому боксу (один раз)
  - 2004 Титул Чемпиона Европы по тайскому боксу в полулёгком весе (один раз)
  - 2004 Успешная защита титула

## Семья
Отец Андраник, мать — Карине. У Геворга также есть сестра Лиана и младший брат Армен, который также занимается кикбоксингом и выступает в первом среднем и среднем весах. Армен в 2010 году выигрывал у таких известных бойцов как Вёйсил Колосса, Джабар Аскеров, Лерой Кастнер, а в марте 2011 года одержал значимую победу над Ёсихиро Сато. С сентября по декабрь 2011 года Армен занимал 9-ю строчку рейтинга средневесов сайта LiverKick.com.